# 하산 귕괴르
하산 귕괴르(튀르키예어: Hasan Güngör, 1934년 7월 5일~2011년 10월 13일)는 튀르키예의 레슬링 선수, 지도자이다. 1960년 하계 올림픽 남자 자유형 미들급에서 금메달을 획득했으며 1964년 하계 올림픽 남자 자유형 미들급에서 은메달을 획득했다. 또한 세계 레슬링 선수권 대회에서 은메달 2개, 동메달 2개를 획득했다.